# Otáez
Otáez là một đô thị thuộc bang Durango, México. Năm 2005, dân số của đô thị này là 4543 người.